# Cassyma
Cassyma là một chi bướm đêm thuộc họ Geometridae.

## Các loài
- Cassyma chrotadelpha Sommerer & Stuning, 1992
- Cassyma chrotodon (Prout, 1925)
- Cassyma electrodes Sommerer & Stuning, 1992
- Cassyma erythrodon Sommerer & Stuning, 1992
- Cassyma quadrinata Guenée, 1857
- Cassyma sciticincta (Walker, [1863])
- Cassyma undifasciata (Butler, 1892)